# Perjentunnel
Der Perjentunnel ist ein 2993 m langer zweiröhriger Straßentunnel der S16 Arlberg Schnellstraße. Dieser dient der Ortsumgehung von Landeck. Der Tunnel unterquert den Berghang des Dorfes Stanz nördlich von Landeck, bei einer maximalen Gebirgsüberlagerung von ca. 250 m. Er steigt durchgehend mit 1 % von Ost nach West an. Benannt ist der Tunnel nach dem Landecker Stadtteil Perjen, in dessen Nähe das Ostportal liegt.
Im Jahr 2010 passierten im Schnitt 13.290 Kraftfahrzeuge pro Tag den Tunnel.
Da der ursprünglich einröhrige Tunnel nicht mehr den Sicherheitsvorgaben entsprach, wurde von 2016 bis 2018 eine zweite Tunnelröhre errichtet, deren Verkehrsfreigabe am 17. Dezember 2018 erfolgte. Diese wurde anschließend vorübergehend im Gegenverkehr betrieben, während die ältere Röhre saniert wurde. Seit dem 9. November 2020 steht ein zweiröhriges Tunnelsystem mit Richtungsverkehr zur Verfügung.